# Halocarpus bidwillii
Halocarpus bidwillii är en barrträdart som först beskrevs av Joseph Dalton Hooker och Thomas Kirk, och fick sitt nu gällande namn av Christopher John Quinn. Halocarpus bidwillii ingår i släktet Halocarpus och familjen Podocarpaceae. Inga underarter finns listade i Catalogue of Life.
Växten är utformad som en buske och den förekommer i Nya Zeeland. Den växer i bergstrakter mellan 600 och 1500 meter över havet. Arten bildar ofta buskgrupper på bergsängar. Den hittas ofta tillsamamns med Halocarpus biformis, Podocarpus nivalis, Phyllocladus trichomanoides, nyzeeländskt vaktelbär och Cassinia vauvilliersii. Även träd som Prumnopitys taxifolia, Prumnopitys ferruginea och Manoao colensoi hittas i samma region.
För beståndet är inga hot kända. Hela populationen anses vara stabil. IUCN kategoriserar arten globalt som livskraftig.